# Kurakake Yama
Kurakake Yama (japanisch くらかけ山 ‚Sattelberg‘) ist ein 2218 m hoher Nunatak im ostantarktischen Königin-Maud-Land. Er ragt rund 40 km südwestlich des Königin-Fabiola-Gebirges in der Nunatakkergruppe Minami-Yamato Nunatak-Gun auf.
Japanische Wissenschaftler nahmen 1973 Vermessungen und die Benennung vor.